# I dimma dold
I dimma dold är en svensk dramafilm från 1953 i regi av Lars-Eric Kjellgren. I huvudrollerna ses Eva Henning, Sonja Wigert, Hjördis Petterson, Sture Lagerwall, Georg Rydeberg och Sven Lindberg.

## Handling
En dimmig söndagskväll blir regissören Walter Willding skjuten och dödad av sin hustru Lora i deras gemensamma villa vid Erstaviken, sydost om Stockholm. Mordet upptäcks av Walters älskarinna, Jimmie Hedström, efter att hon kommit tillbaka från en båttur med Walters yngre bror Jack. Han anmäler mordet till polisen och den unge kriminalkommissarien Myhrman får i uppdrag att lösa mordfallet. Samtidigt ser Lora, som flytt i bil från sitt hem, sitt liv passera revy samt de händelser som ledde fram till hennes desperata agerande.

## Om filmen
Filmen premiärvisades den 2 november 1953. Stockholmspremiären ägde rum på biograf Spegeln vid Birger Jarlsgatan veckan därpå. Filmen spelades in i Filmstaden Råsunda med exteriörer från Saltsjöbaden, varuhuset PUB, Östermalm och Stockholm City av Gunnar Fischer. Som förlaga har man Vic Sunesons roman I dimma dold som utgavs 1951.
I dimma dold har sänts i SVT, bland annat 1983, 1986, 1992, 1999, 2021, 2023 och i juni 2025.

## Rollista i urval
- Eva Henning – Lora Willding
- Sonja Wigert – Jimmie Hedström, femme fatale
- Hjördis Petterson – Annie Eriksson, Loras moster
- Dagmar Ebbesen – Vilma, släkten Willdings faktotum
- Sif Ruud – Bojan, stockholmsfnask
- Mimi Nelson – frälsningssoldat
- Sven Lindberg – kriminalkommissarie Myhrman
- Sture Lagerwall – Jack Willding, konstnär, Loras svåger
- Georg Rydeberg – Walter Willding, affärsman, Loras make
- Hugo Björne – Fredrik Sjövall, "farbror Fred", familjens advokat
- Erik Strandmark – Olle Lindaeus, tillförordnad direktör i familjeföretaget, Loras kusin
- Erik "Bullen" Berglund – polischefen
- Torsten Hillberg – överkonstapel
- Henrik Schildt – journalist på kaféet
- Bengt Blomgren – journalist på kaféet
- Brita Borg – vokalist i dansorkestern

## Musik i filmen
- It's a Long, Long Way to Tipperary, kompositör Jack Judge, text Jack Judge och Harry Williams
- Ja, vi elsker dette landet, kompositör Rikard Nordraak, text Bjørnstjerne Bjørnson
- Der er et yndigt Land, kompositör Hans Ernst Krøyer, text Adam Oehlenschläger
- La Marseillaise (Marseljäsen), kompositör och fransk text 1792 Claude Joseph Rouget de Lisle, svensk text 1889 Edvard Fredin
- Slippery Samba, kompositör Georges Cugaro, instrumental
- I dimma dold, kompositör Herbert Stéen, text Gardar, sång Brita Borg
- Ein Sommernachtstraum. Hochzeitmarsch (En midsommarnattsdröm. Bröllopsmarsch), kompositör Felix Mendelssohn-Bartholdy, instrumental
- Sonat, piano, op. 35, b-moll (Sorgmarschsonaten), kompositör Frédéric Chopin, framförs instrumentalt på piano
- Beside You, kompositör Howard Barnes, text Howard Barnes, Harold Fields och Lawrence Hall, instrumental
- Metronome boogie, kompositör Charles Norman
- Nu ska vi opp, opp, opp, kompositör Jules Sylvain, text Gösta Stevens, framförs visslande av Sture Lagerwall
- Adagio Cantabile, kompositör Albert W. Ketèlbey, instrumental

## DVD
Filmen gavs ut på DVD 2016.